# Xavier Mínguez López
Xavier Mínguez López (València, 12 de setembre de 1970) és un escriptor valencià dedicat sobretot a la literatura infantil i juvenil. És llicenciat en Filologia Catalana per la Universitat de València on fa classes de Didàctica de la Llengua i la Literatura. Ha treballat de periodista i crític literari i a hores d'ara fa d'assessor literari per a diverses editorials. Per diferents raons, ha viscut a Roma, Londres i Yokohama.

## Obra

### Poesia
- (1991) "Llibre de Danae" dins de Poesia i narrativa Solstici 1990, Ajuntament de Manises, Manises. (Premi Solstici 1990, Manises).

### Narrativa per a infants i joves
- (1991) …Que la punta d'un paraigua, Els llibres de Camacuc, València (quarta edició 1996). Nova edició en L'Eixam edicions 2008.
- (1992) Alícia al país de la xocolata, Ajuntament de Meliana, Meliana (Premi Empar de Lanuza, Meliana). Nova edició en Edicions Bromera 2003. 7a edició març 2019.
- (1994)…Que un polp en un garatge, Els llibres de Camacuc, València (segona edició 1996).
- (1996) Els seus amics li deien Pi, Tàndem edicions, València. Reedició a Bromera, 2011.
- (2003) Lumare, Brosquil Edicions
- (2004) Estàs cremat!, Brosquil edicions.
- (2006) El retorn de Ferdinan, Abril Prodidacta.
- (2006) El ball de les estàtues, Fundació Bromera per al foment de la lectura.
- (2008) Rondalla del príncep que s'avorria, Baula-edelvives.
- (2011) Àlex i les portes estel·lars, Edicions del Bullent.
- (2013) Amanda i la Companyia dels Monstres, La Galera Editorial.
- (2014) Flor de carxofa, Tabarca Llibres.

### Narrativa per a adults
- (2002) Dones amant i 10 exercicis de fidelitat, Brosquil edicions (Premi Josep Pasqual i Tirado).
- (2012) La flor de Hanako, Bromera (Premi de Literatura Eròtica La Vall d'Albaida)
- (2023) Solsmarina, Aila Edicions (Premi Carmelina Sánchez-Cutillas).

### Altres
- La sabateta de vidre (Ballester i Mínguez, ed.), Perifèric Edicions i Departament de didàctica de la llengua i la literatura, Catarroja, 2005
- La propuesta de leer, (coautor amb Ximo López i Noelia Ibarra), Algar, Alzira, 2006
- Planeta d'aigua. Antologia de lectures per a 5é de Primària. Fil d'aram. Baula-Edelvives 2009.
- El desig. Guió del curtmetratge dirigit per Néstor Mínguez. Tutomuete producciones. 2013.

## Premis
- Segon premi d'"El gos i la tortuga" (Benidorm, 1988). Literatura juvenil.
- Primer premi de poesia "Solstici" (Manises, 1990).
- Premi "Empar de Lanuza" (Meliana 1991). Literatura infantil.
- Premi CAPPEV (Coordinadora d'Alumnes, Pares i Professors per l'Ensenyament en Valencià) una menció especial en el seu premi anual de periodisme per "els seus treballs en defensa del valencià a l'escola publicats en Papers d'Educació" (abril de 1991).
- Premi de periodisme DISE pel seu article "Bidells de luxe o llicenciats de saldo" (abril de 1994).
- Premi d'assaig Viatge d'estudi convocat pel Ministeri d'Afers Exteriors del Japó (abril de l'any 2000).
- Premi Josep Pasqual Tirado (Castelló 2002). Recull de contes.
- Premi Samaruc de l'Associació de Bibliotecaris Valencians al millor llibre infantil editat l'any 2003 per Lumare.
- Premi de Literatura Eròtica de la Mancomunitat de Municipis de la Vall d'Albaida 2011 per La flor de Hanako.[4]
- Premi Guillem Cifre de Colonya 2012 per Amanda i la Companyia dels Monstres.
- Premi Carmelina Sánchez-Cutillas, Altea 2023, per Solsmarina